# Sajószentandrás
Sajószentandrás (románul Șieu-Sfântu, németül Leresdorf, az erdélyi szász nyelven Leresderf) falu Romániában, Beszterce-Naszód megyében.

## Fekvése
Besztercétől 24 km-re, Bethlentől 14 km-re, Somkerék, Sajóudvarhely, Kajla és Bethlenkeresztúr közt fekvő település. Kelet felől erdős hegyhát határolja, nyugaton a Sajó, annak keleti, jobb partján észak-dél irányban fekszik. Szolnok-Doboka vármegyébe tartozott, a Dés székhelyű bethleni járásba. A második világháború után, a trianoni békeszerződésig Beszterce-Naszód megye része.

## Története

### Nevének változatai
1173  ̶ 1196 között Igalia villa néven említik. 1288-ban: Zenthandras-ként jelölik, 1340-ben Sancto Andre, 1345-ben Zenthandruyas, 1615-ben Sajó-Szent-András, vagy Szent-András. A románok 1837-ben csak Szvuntu-nak emlegetik, 1920-ban Sântu, majd Șieu-Sfântu.

### Története
1173-ban III. Béla király a Görögországban tanúsított vitézi érdemeiért Lobnak és Tamásnak, a Wass család őseinek adományozta a Syow (Sajó) melletti települést: Igliát, ahol Szent András tiszteletére szentelt kőkápolna állt búcsújáró helyként. IV Béla király 1230-ban Lob fiának, Csomának (Chama) a birtokaként jegyezték. Csoma dédunokája, Péter 1288-ban a besztercei Kajlai Welkyn (Wlkyn) szász ispánnak adta el, akinek unokái 1348-ban zálogba vetették Somkereki Domokosnak. Ő viszont nem kapta kézhez a birtokot, és 1350-ben panaszt tett. A Kajlai unokák pereskedése nyomán 1408-ban a bírák felosztották Szentandrást. Egyik részét a Kajlai Welkyn leánya felőli utódok: Somkereki János és Világosberki Demeter kapták. A másik fele 3 részre: Kajlai Welkyn János fia utáni két lányunokája (Mihálczfalvi Cseh Lőrinczné Ilona és esküllői Ördögh Benedekné Margit), a szintén János 3. lányától származó dédunokája (Szentegyedi Lökös) és Kajlai Lukács dédunoka között oszlott.
15 ̶ 16. századból több birtokperi feljegyzés van egészen 1594-ig, amikor a Wass család elveszítette itteni birtokait hűtlenség miatt.
A középkorban a település vegyes: német-magyar lakosságú volt. Ezt támasztja alá az, hogy a reformáció idején a lakosság egy része evangélikus, másik része református lett. A 17. század közepére a németek teljesen kipusztultak.
A 17 ̶ 18. századi iratokból helybeli nemesek és birtokosok neveit tudhatjuk meg.
1700-ban 15 jobbágycsalád is élt a településen 15 házban; 1720-ban a nemesek, jobbágyok, zsellérek, mellett 4 kóborlót számoltak; 1751-ben 2 nemes, 1 szabados, 12 jobbágy, 20 zsellér, 15 szegényzsellér és 21 nincsetelen kóborló. 1786-ban szám szerint jegyzik a birtokosok jobbágyait is.
1809-es feljegyzés alapján Alsó István, Bakó Márton, Balog Sándor, Bodoni Andrásné, Bodoni Józsefné, Boér Mihály, Boér Samu, ifj. Boér Samu, Cserényi Dániel örökösei, Dominics János, Fejérdi Károly, Fejérvári Ferenc, Fejérvári Gáborné, Fejérvári György, Fejérvári Imre, Fejérvári Zsigmondné, Fekete Samu, Halmágyi Imre, gr. Kemény Samu, Kovács János, László József, Léczfalvi Antal, Lészai Lőrinc, Nagy Sándor, Rozsnyai István, Somlyai Mártonné, Székely Ádám, Széplaki János, Szoboszlai Ferenc, Viski Mózes, gr. Wass Samu, Weér József, Zsiska Elek neve jelenik meg birtokosként.
19. század folyamán örökösödésekről és zálogosodásról számolnak be a feljegyzések különböző családok birtokai esetében.
1820-ban birtokosként gr. Balog József, Bodoni József, Csáky József, Cserényi Ferenc, Dominics János, Fejérdy Károly, Fejérváry György és Károly, Fekete Samu, Halmágyi Sándor, gr. Kemény Samu özvegye, Kovács Mihály, Lészai Lőrinc, Székely Teréz nevét jegyezték fel 5 „más birtokos” mellett.
1848-ban megfogyatkozik a magyar közösség, a birtokosokat elhurcolták, megölték, akárcsak a környéki községekben.
1862-ben a község nagy része leégett. Adománygyűjtést szerveztek a károsultaknak.
1866-ban az itt összeírt 108 füst közül 70 nemesi füst volt.
1867 óta a település körjegyzői székhely és a szamosvölgyi vasút Dés–Beszterce vonalának egyik megállóhelye.
1872 elején 96 ortodox vallású sajószentandrási lakos jelentette bel, hogy áttérési szándékát a római katolikus vallásra. Közülük 44-en be is tértek a katolikus egyházba.
1890-től önkéntes tűzoltóegylet működött Orbán Endre vezetésével.
1892-ben már csak 5 birtokost jelöltek: Balog Józsefet, Fejérváry Károlyt, Fejérváry Jenőt, Erdélyit és Orbán Endrét.
A 19. század végén a hajdan színtiszta magyar lakosság már keveredett. Jelen voltak az 1700 utántól letelepedett, földművelésből élő románok. Földbirtoka kevésnek volt, napszámba jártak, málén és paszulyon éltek. Nyáron fehér vászonruhát használtak, télen szőrharisnyát, sötét condraposztó zekét, alatta bőrmellényt. Épületeik tapasztott rakófából készült egyszerű gerendaházak voltak, egyetlen szobával, pitvarral, szabad tüzelővel, nyílt füstjárattal. A bútorzat lócából, asztalból és néhány ágyból állt. A falakra aggatták tányérjaikat, csupraikat, evőeszközeiket a padlásgerenda közé szúrták.
Sajószentandrás határa termékeny, gabonája jó, szőlője kevés volt, de jó ízű bort adott. Halásztak a Sajóból, amely több földesúr tulajdonában levő malmot hajtott. 1900-ban határának területe 1479 kat. hold volt.

## Iskolái
Egyházi iskolájáról 1622-től van adat. 1644-ben és azóta több ízben szünetelt. 1790-es években volt tanítója. 1825-tól rendszeres oktatás zajlott az állami iskola felállításáig.
1874-től községi iskolája is van a településnek. Az állami oktatás Orbán Endre tanító igazgatóságával kezdődött. A somkerékiek is ide jártak. Az intézmény 1878-tól lett államivá, egy tanítóval működött, 1893-tól pedig kettővel.
1878-tól a sárváriak is itt tanultak. A sajókeresztúri (Bethlenkeresztúr) imaház lebontásából maradt épületanyagból építették újra 1925-ben a szentandrási iskolát. 1944-ig Kováts Ödönné Antal Anna volt a tanító.2018-tól az iskola épületét imaházként és szórványgyülekezeti célokra használják.

## Lakossága
1837-ben 312 lélekből 46 nemes, házak száma 40.
1857-ben 516 lakosa van, ebből 302 ortodox, 151 református, 31 görögkatolikus, 18 zsidó, 17 római katolikus.
1900-ban az 573 lakosból 285 férfi. Román 379, magyar 192, német 2. Ebből 373 ortodox, 160 református, 20 zsidó, 10 római katolikus, 9 görögkatolikus, 1 evangélikus. Ír és olvas 204; lakóház: 126.
1910-ben 562 lakosából 346 fő román, 192 magyar és 24 német.
2002-ben 465 lakosából 354 fő (76,1%) román, 105 (22,6%) magyar, 5 (1%) cigány és 1 fő (0,2%) német.
2022-ben 325 lakosából 237 fő (72,8%) román, 81 (25,0%) magyar és 7 fő (2,2%) cigány volt.

## A Sajószentandrási Református Egyházközség

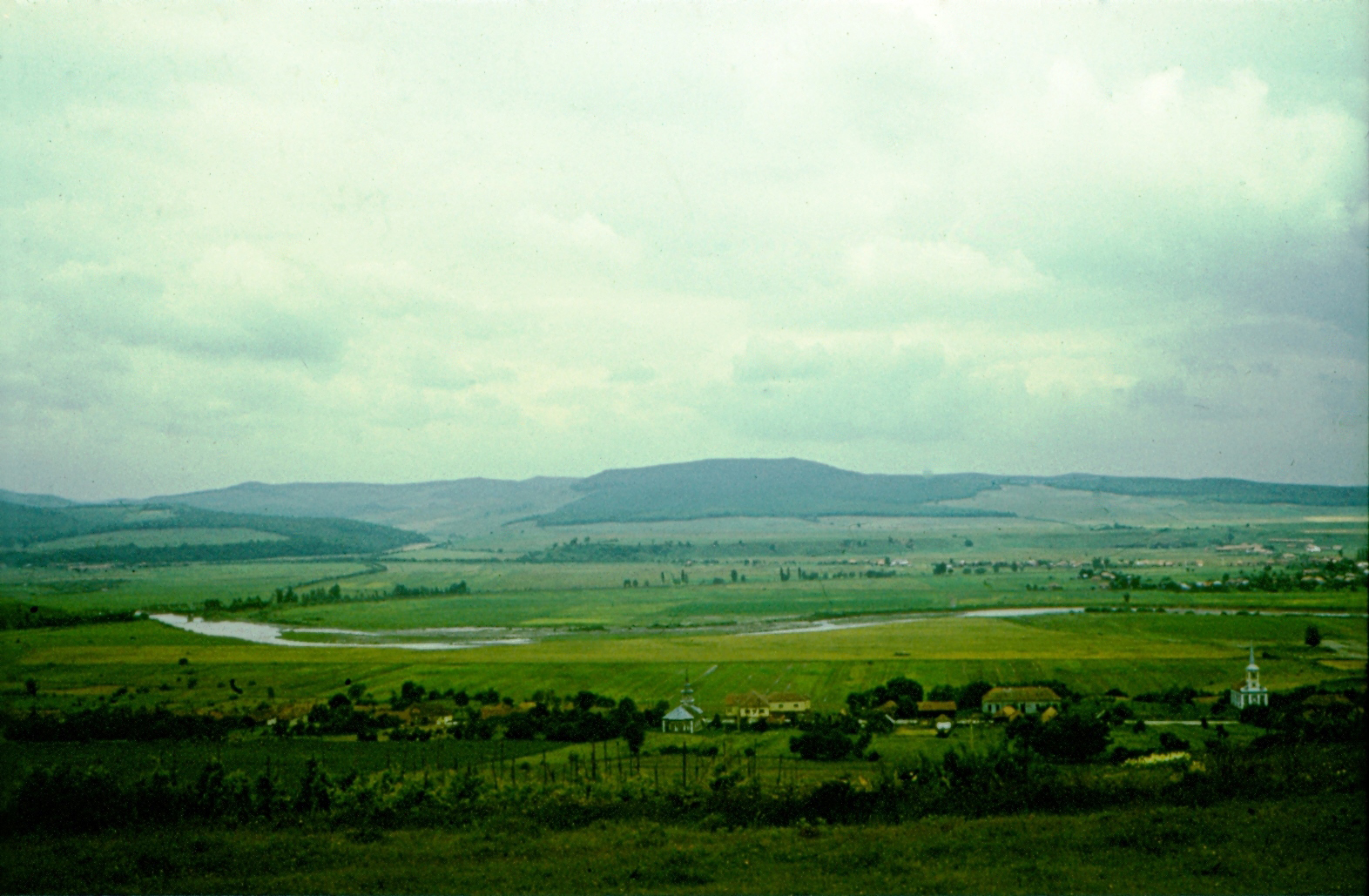
Sajószentandrás határa, 1976.

### Története
A sajószentandrási református egyházközség az Erdélyi Református Egyházkerület széki református egyházmegyéjéhez tartozik.
1173 ̶ 1196 között épült római katolikus kőtemplomról 1230-ban tettek említés.
A református egyházközség megalakulásának éve 1552.
1643-ban a református esperesi vizitációkor Sajószentandrást anyaegyházközségként jelölik. A templomnak egy harangja volt, mellette papilak, lepusztult iskola. Az eklézsiának szántója, kaszálója is volt.
1644-ben Sajószentandráshoz tartozott Sajókeresztúr (ma: Bethlenkeresztúr) és Sajósárvár leányegyházközsége.1746-ban Szászbrétével (ma: Magyarberéte) alkot egy egyházközséget, közös pappal. A magyar lakosság annyira megapadt, hogy ebben az időszakban a közösség nem tudott papot eltartani. 1744-től azonban újra megerősödött, ismét önálló református egyházközség lett, a falunak azonban ekkor már vegyes román-magyar lakossága volt.
1754-ben a falu alsó végén levő cinteremben jelölik a kőtemplom helyét, a mellette álló papilakkal, a temetőt pedig a község alsó végének felső során. Az eklézsiának ekkor szántója, kaszálója mellett pénze is volt kamatra adva.

1766-ban tagjait (94 lélek) a birtokos nemesség alkotta, jobbágyaikkal együtt.

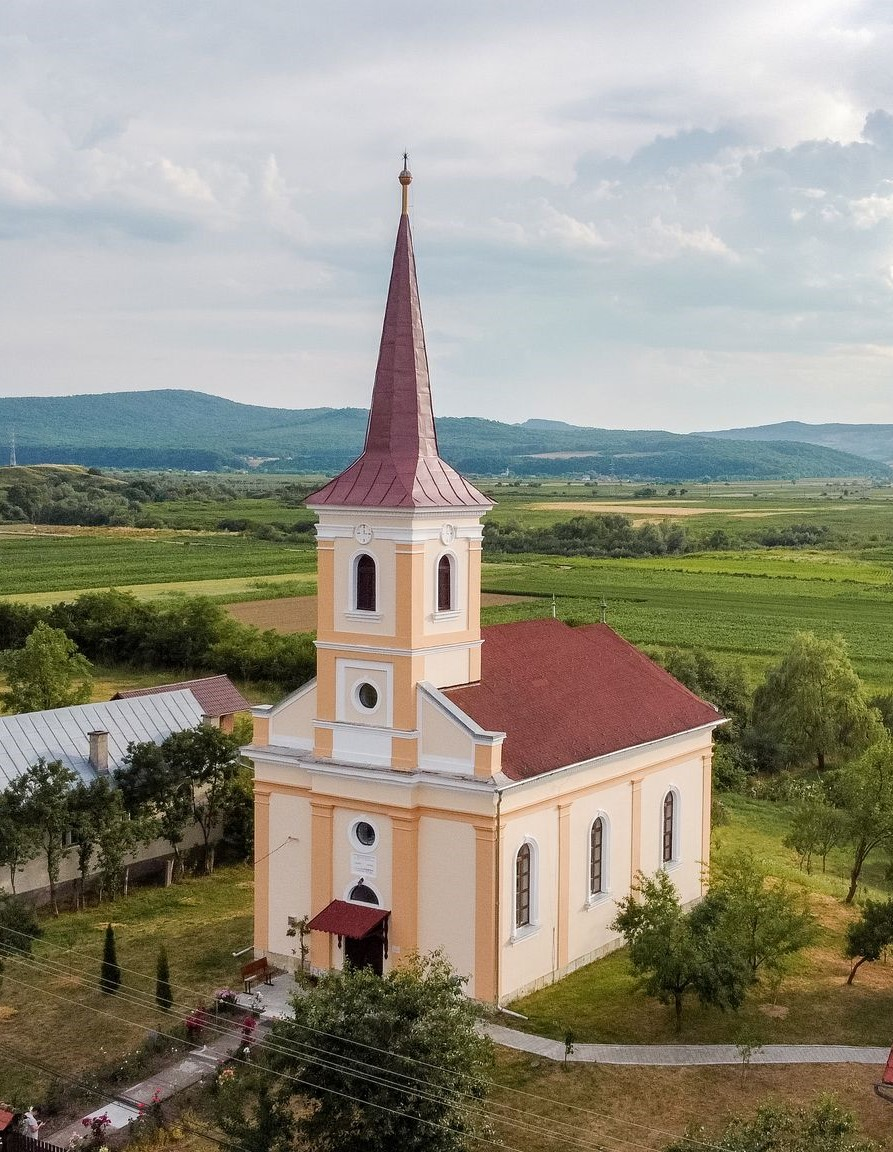
A sajószentandrási templom látképe, 2021. (Máthé Loránd fényképe)

Gyülekezeti tagok közül adakozó buzgóságával kiemelkedett Szántó Mihály, Buzogány Zsófi, Cserényi Pálné Igaz Rebekát, Zabolai István, a székesfehérvári Fejérvári család, az Erdélyi, Somlyai, Harsányi, Orbai családok, akik az évek során klenódiumokat, úrasztali kendőket, templomi bútorzatot adományoztak az egyházközségnek, továbbá Wass Istvánné, aki az egyháznak tett 50 forintos adományával, Siska Elekné Székely Teréz több értékes szövetadományozásával, Orbai György szántóföldhagyatékával, Fejérváry Károly magtáralapításával (1864), amelynek hasznosításából, és az 1878-tól be nem töltött lelkészi jövedelemből az egyházközség vagyonát sikerült nagyban gyarapítania.
A kisharangot 1767-ben öntette a gyülekezet, 1793-ban Fejérvári Éva adományozott egy 3 mázsás harangot, az 1887-es nagy harangot 1928-ban vásárolta a besztercei református egyházközségtől. A sajókeresztúri (ma:Bethlenkeresztúr) imaház lebontásából megmaradt cirillbetűs kisharang is idekerült.
1862-ben, amikor a község nagy része leégett, a 12 négyzetméter boltozott szentélyből és 48 négy méter mennyezetes hajóból álló, a szentély keleti és déli oldalán 1 méter magas és 16 cm széles ablakokkal bíró, kápolna alakú kőtemplom fele is leégett a papilakkal és a haranglábbal együtt. A harangokat borgói szekeresek segítségével tudták megmenteni az összeolvadástól. A templomot Radák Istvánné, Cserényi Sándorné, Balogh József (1841 ̶ 1894) és Balogh Mihály befedette, de a többi épület hamuban hevert. A templom falainak kijavítása, a festett bútorzat a karzattal, a papilakkal és melléképületekkel együtt, az egyháztagok bevonásával, rovatal és közadakozás folytán való építtetése a Fejérváry Károly gondnok érdeme, aki a templom újjáépítési ígéretét 1896-ban, az ezredforduló ünnepén teljesítette: a régi helyére új templomot építtetett Antoni Baisireo pallérossal, és a saját költségén teljes felszereléssel ellátta. Ő azonban 1899. júliusában történt halála miatt a templomszentelést nem érte meg.
1864-ben Sajószentandrásnak filiája lett a megfogyatkozott lélekszámú Alsóbalázsfalva Felsőbalázsfalvával együtt Cserényi Ferenc patrónus közbenjárására. 20. század első felében az alsóbalázsfalvi gyülekezet megszüntével, kegyszerei a Sajószentandrási Egyházközség tulajdonába kerültek.
A templom zsindelytetejét 1960-ban cserélték cserépre, 1977-ben bádogra. 1995-ben a 100 éves évfordulóra felújították, 2012-ben javították, és 2021-ben sikerült teljesen felújítani.
Az egyházközségi anyakönyvet 1795-tól vezetik. 1766-ban 94 egyháztagot tartottak számon (51 férfi, 37 nő). 1881-ben 136 tagot tartanak számon. 20. században sem nagy népességű gyülekezet. 1900-ban 180, 1905-ben 164, 2022-ben 66 egyháztagot tartanak számon.

1945-től társegyházzá alakult Sajószentandrás és Sajóudvarhely a földbirtokos Fodor Vilmos gondnok szorgalmazására. Ettől kezdve egy lelkipásztor gondozza a két gyülekezetet.

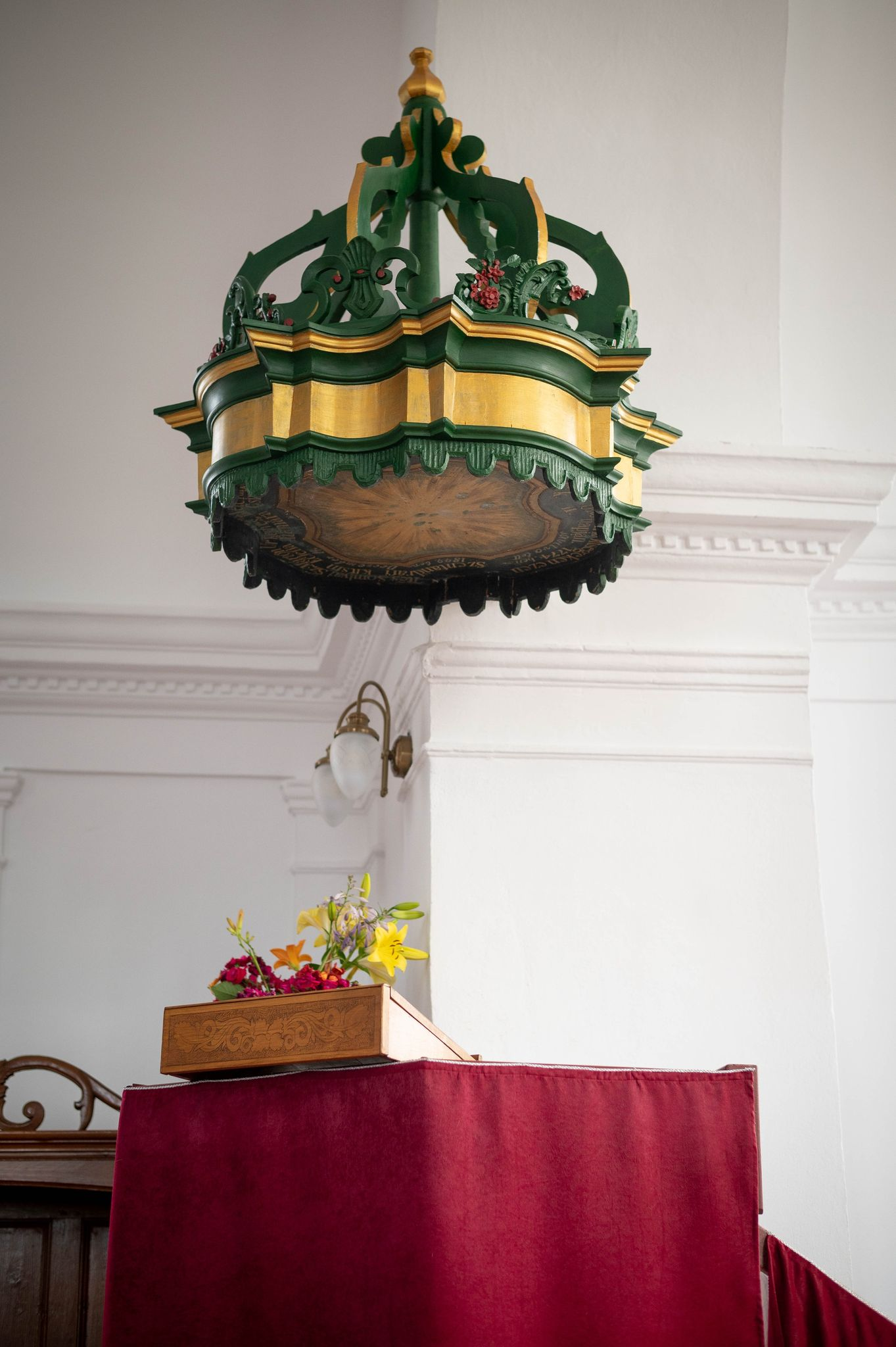
A szószékkorona Somlyai Márton és Orbai Ágnes adománya, 1774. 2021-ben felújította Becsky Kinga és Becsky Éva. (Máthé Loránd fényképe)

### Lelkészei
-1648-ig Körösfői (Keresfői) András
1656-tól Halmi János
1703-től Zabolai István
1708-ban Havadtői János
1709-től Újlaki József
1719-ben Újfalvi József
1721-ben Szatmári (Szathmári) István
1732-ben Félegyházi János
1740-től Gyújtó Tamás lévita
1744 ̶ 1745 között Vásárhelyi György
1746-1753 között Bebek Mihály
1755–1762 között Váradi Dániel
1765-ben Vas Dániel
1768–1776 között Váradi Dániel
1769–1770 között Vas Pál
1772–1773 között Diószegi Mihály
1776–1779 között Gál Sámuel  
1779-1784 között Szász Mihály
1788-1796 között Szilágyi György
1792-ben Váradi József
1794-1795 között Járai Ferenc
1796 ̶ 1810 között Dálnoki Péter
1810 ̶ 1815 között László József
1816 ̶ 1827 között Balog Pál
1827 ̶ 1831 között Szabó András
1832 ̶ 1863 között Újhelyi István, Sándor Ferenc 1841–1860 között itt volt mester.1860 ̶ 1861 között pedig Sándor Ferenc a tanító.
1864 ̶ 1865-ben Orbán József
1865 ̶ 1876 között Dohi Ferenc
1876 ̶ 1895 között Szentkirályi Lajos alsóbalázsfalvi lelkész szolgált be, 1878-tól a somkeréki gyülekezetet is gondozta. A kántor Újhelyi Zsigmond
1896 ̶1923 között Polgári Károly, a kántor Újhelyi Zsigmond, majd Újhelyi István
1925. júl. 19. ̶ 1925. okt. 10. között Péter András
1925 ̶ 1928 között Nagy Géza
1928 ̶ 1929-ben Fekete Rezső
1929 ̶ 1944 között Bódi György
1945 ̶ 1951 között Kese Attila
1951 ̶ 1953 között Kónya Ferenc
1954-ben Kovács István
1955 ̶ 1858 között Sebestyén Ádám
1966–1973 között Teleki József
1973 ̶ 1981 között Bak Áron
1982. okt. ̶ 1985 októberéig Szabó Zoltán
1985 ̶ 1986 között Molnár Levente Árpád somkeréki lelkipásztor a beszolgáló
1986 áprilisa és decembere között Csernák Béla (helyettes lelkészként)
1986 ̶ 1990 között Hermán István
1991 ̶ 1994 között Vincze Minya István (exmissziósként és segédlelkészként)
1994–1995 között Forró László és Sebestyén Ede járt szolgálatokat végezni, ifjúsági táborokat vezetni
1995–1998 között Rigmányi János bethleni lelkipásztor
1998-tól Molnár Helén

## Látnivalók

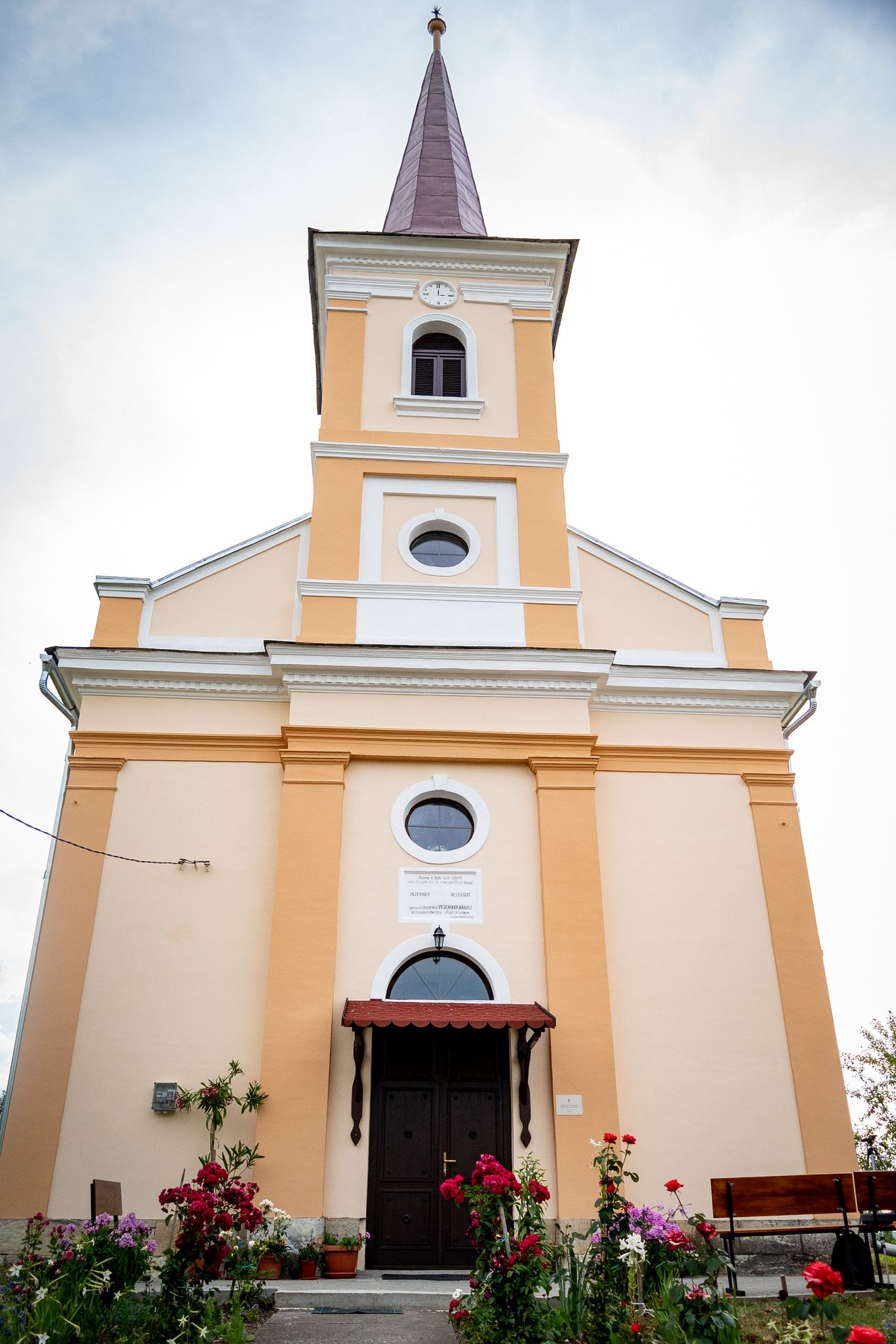
A református templom

- Református temploma 1898-ban épült, az országút mellett található.
- A templom melletti Somlyai ̶ Balog-sírbolt. Felirata: „E kő előtt vagyon egy boltozott kripta/Szép Orboi Ágnest az oda bekapta/Ágnes kis leányát ki emlőit szopta/Száz nap múlva halál azt is oda lopta/Somlyai Mártonnak volt a felesége/Volt mindenek előtt kellemetessége!Volt virtus, volt ennek Heléna szépsége/Élt 30 esztendőt s elmúlt ékessége/Nata 1750 denata 1789./70 esztendőt élt Somlyai Márton is/Jókat és rosszakat, elegyeseket is/Jó keresztén s gazda volt ő alkalmas is/Uj templomot tsinált N-Dengelegen is/Hogy itt kripta legyen mostaniak tudjuk/Jövendőieknek ők is elébb adják.”
- Az ortodox (görögkeleti) egyház Szent Demeter ortodox fatemplomát[28] a község felső részén 1850-es években szentelték fel. Harangjait 1867-ben öntötték Kolozsváron, egyiken L. O. C. B. R. J. U. B. M. betűk láthatóak. A gyülekezet lelkésze 45 évig Móra János volt, utóda 1896-tól Boér János volt. 1830-tól működött iskolája.
- Sajószentandrás sóskútjáról 1778-tól van feljegyzés. Az 1800-as évek végén szombatonként osztották vizét, amelyet most is használnak a helybeli háztartásokban.

## Hírességek

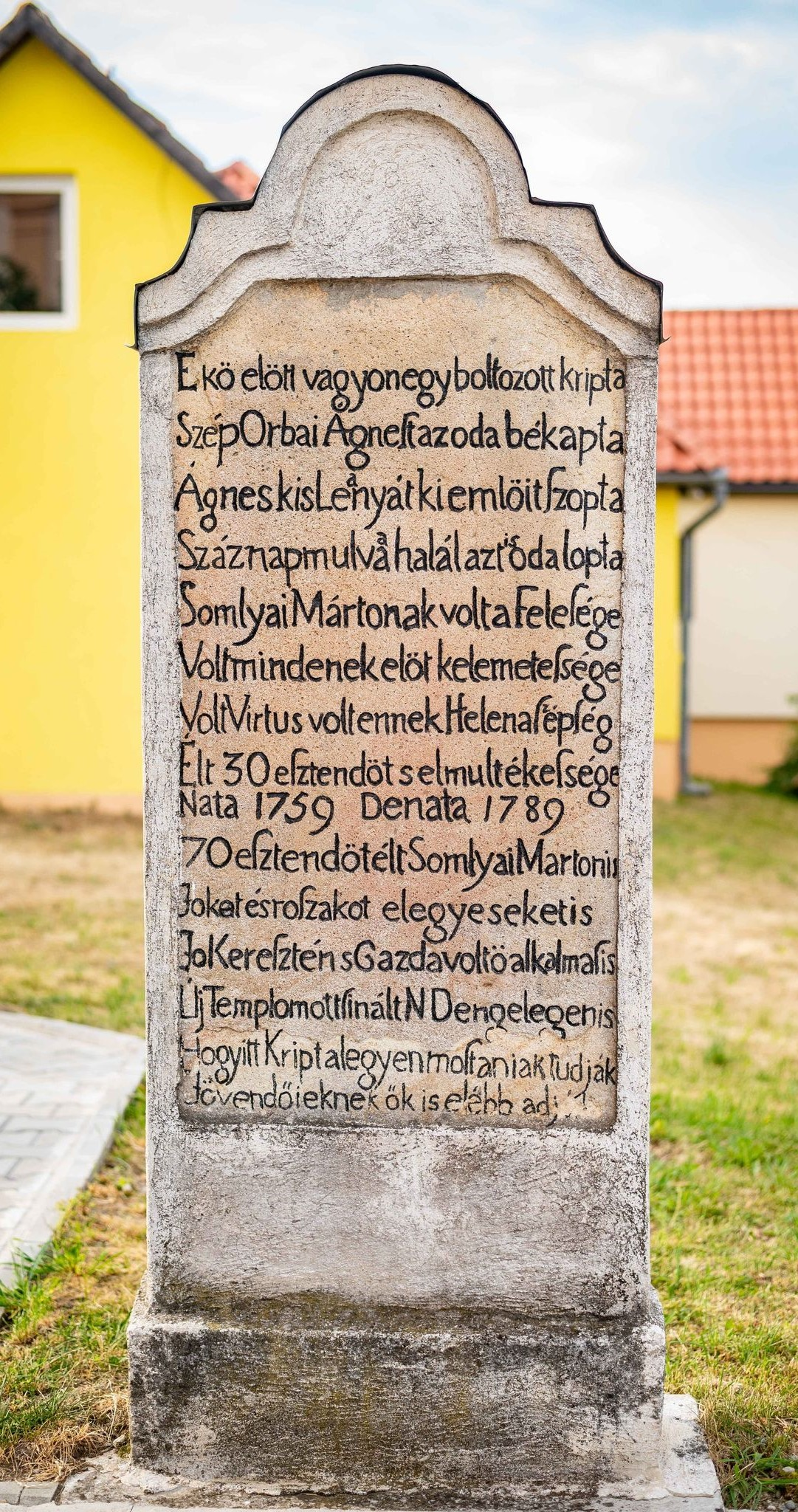
A Somlyai-Balog sírkő

- A Somlyai-Balog sírkőA sajószentandrási birtokosok közül kiemelkedik alsóbalázsfalvi Cserényi Mihály énekszerző, író. Neve előfordul Chiereny, Chyreny alakban is. A jezsuitáknál, majd Báthory István költségén Itáliában tanult.[29][30] 1592-ben, Kolozsváron jelent meg rímbe szedett történelmi krónikája a Historia az persiai monarchiabeli feiedelmekröl, tvdni illic Cyrusról, Cambisesröl, Dariusról, Xerxesröl és a többiröl címmel[31] Munkája a legterjedelmesebb verses elbeszélő költemény, 3000-nél több négyrímű tizenegyesből áll. Az utolsó versszak szerint 1591-ben fejezte be. Király György megállapítása szerint hűen követi Herodotus és a többi uralkodó történetét, forrásként középkori krónikákat és a 18. századi dominikánus történetíró, Vincentius Bellovacensis művét használva fel.[32][33]  Másik munkája az antitrinitarizmus ellen szól, első fejezetében az isteni kiáramlásról, a második részben az isteni személyek egységéről és több voltáról, a harmadik az isteni személyek közötti viszonyról, a negyedik az isteni személyek egységéről és jegyek sajátosságairól, az ötödik rész pedig az isteni személyekről. Ismeretlen ez a kiadvány, akárcsak Enyedi György vitairata, amelynek 49 pontjában válaszol Cserényi Mihály írására a következő címmel: Responsio ad Michaelis Cserényi de Balázsfalva assertiones scholasticas de sanctissima et individua Trinitate. Claudiopoli: Typ. Heltai, 1593. Die Novembris 23.[34]  Írt latin nyelvű prózai panegyriocust:[35] Panegyris in laudem [...] Stephani [...] regis Poloniae [...] authore Michaele Chyerini de Balásfa Transylvano. Bécs, 1582.
- Ürögdi Nagy Ferenc (1804 ̶ 1876), református lelkész, főiskolai tanár, a Református Teológiai Fakultás (ma: Kolozsvári Protestáns Teológiai Intézet) tanára, kertész, borász, újságíró, a Vasárnapi Újság szerkesztőjének, Nagy Miklósnak, Nagy Ilonának[36] az apja és Nagy Jánosnak a testvére.
- Nagy János (1818 ̶ 1865), az ürögdi Nagy Ferenc testvére, Marosvásárhelyen és Kolozsváron tanult, jogot végzett 1843-ban, 1846-ban ügyvédi vizsgát tett, 1847-ben befejezte a keszthelyi gazdasági akadémiát, 1848-ban honvéd, a szabadságharc után Lombardiában szolgált két évig. 1852 ̶ 1858 között Degenfeld Pál fiainak nevelője volt Erdőszádán. Majd két évnyi külföldi gazdasági akadémialátogatás után, 1860-ban a kolozsvári gazdasági egylet titkára, és az egylet évlapjának szerkesztője 1860 ̶ 1865 között.
- Olimpiu Nusfelean (1949 ̶ )[37] író, publicista
- Nagy György (Sajószentandrás, 1928. február 20.  ̶  Székelyudvarhely, 2022. augusztus 14. )[38] szobrászművész református lelkészcsaládban[39] született Sajószentandráson. Iskoláit Fogarason, Kolozsváron és Désen végezte. 1945-ben frissen megalakult Bolyai Tudományegyetemen történelmet és művészettörténetet hallgatott egy évig. László Gyula tanácsára 1951-ben beiratkozott az 1848-ban indult képzőművészeti egyetemre (kolozsvári Ion Andreescu Képzőművészeti Főiskola). 1956-ig itt képezte magát. Tanára volt Romul Ladea, Ion Irimescu, Vetró Artúr. Kapcsolatba került Szervátiusz Jenővel, Szervátiusz Tiborral, Benczédi Sándorral. Évfolyamtársa volt Székely József, Orbán Áron, Kraft László, Maszelka János, Sepsi Lajos. Székelyudvarhelyen telepedett le. Az ottani alkotókör szobrásza volt. Származása miatt nem alkalmazták a tanügyben, csak szakképzetlen munkásként, de később Zetelakán és Székelyudvarhelyen, nyugdíjazása után pedig a Palló Imre Művészeti Szakközépiskolában tanított rajzot és szobrászat. Rajzainak többsége a falu világát ábrázolja. Bukarestben (1956), Székelyudvarhelyen (1957, 1858, 1970, 2022), Csíkszeredában (1989) és Zetelakán (1989) volt kiállítása.
- Farkas János újságíró, Napsugár-szerkesztő